# Brunstatt-Didenheim
Brunstatt-Didenheim község Franciaország Grand Est régiójában, Haut-Rhin megyében. Új községként 2016. január 1-jén jött létre Brunstatt és Didenheim korábbi község egyesítésével. Lélekszáma ekkor 8064 fő lett.

## Népesség
| Lakosok száma | 7932 | 8012 | 8107 | 8163 | 8168 | 8172 | 8176 |
|               | 2013 | 2017 | 2018 | 2019 | 2020 | 2021 | 2022 |